# Memoria a tamburo

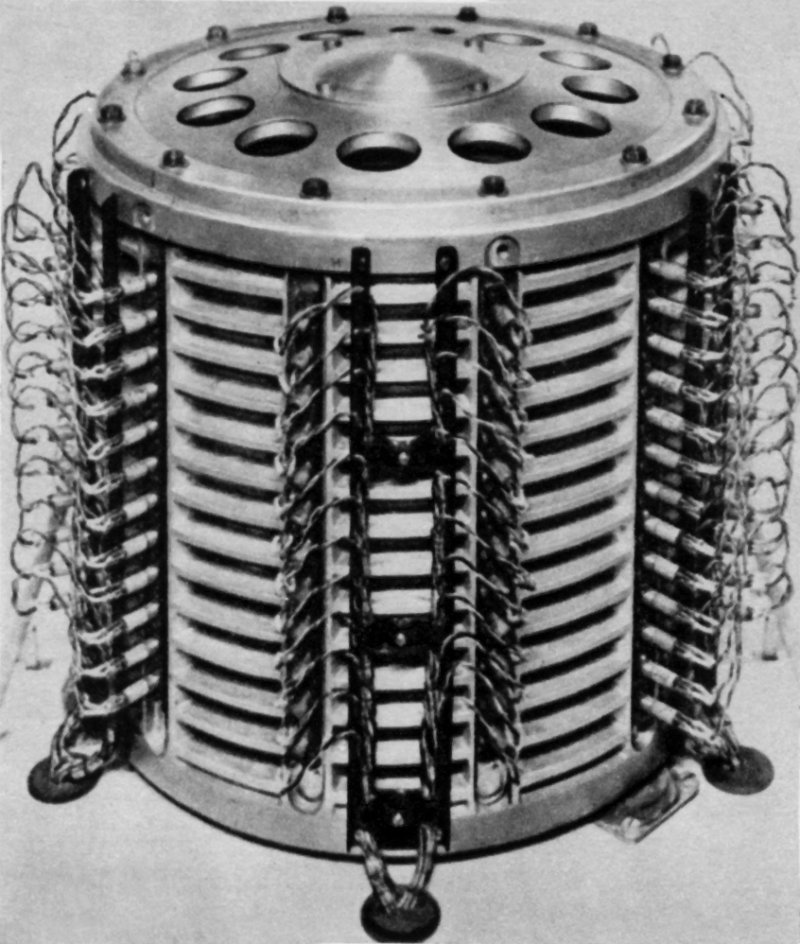
Memoria a tamburo del computer polacco ZAM-41

La memoria a tamburo è stata una delle prime forme di memoria informatica. Venne utilizzata tra gli anni cinquanta e gli anni sessanta. Venne sviluppata da Gustav Tauschek nel 1932 in Austria. Per molti sistemi, la memoria a tamburo era la memoria principale del sistema: i dati e i programmi caricati da nastro perforato venivano caricati nella memoria. Le macchine che utilizzano questa memoria come memoria principale spesso venivano definite "macchine a tamburo" (drum machine in inglese). In seguito questa tipologia di memoria venne sostituita dalla memoria a nucleo magnetico (più veloce e senza parti in movimento), che in seguito venne sostituita a sua volta dalla memoria a semiconduttori.

## Descrizione
Una memoria a tamburo è un grande cilindro sulla cui superficie esterna è stato apposto del materiale ferromagnetico che viene utilizzato per memorizzare le informazioni. Delle testine apposte esternamente al tamburo leggono il materiale ferromagnetico che scorre sotto di loro dato che il tamburo è costantemente in rotazione. Sotto alcuni punti di vista questa tecnologia può ricordare quella di un moderno disco rigido, anche in un disco rigido si utilizza del materiale ferromagnetico e si utilizza un supporto rotante letto da testine, ma in un disco rigido la testina si può muovere lungo la superficie del disco e quindi può coprire tutta la sua area superiore, questo permette di memorizzare più informazioni rispetto alla memoria a tamburo ma rende anche più complesso controllare l'unità. Una memoria a tamburo per leggere un dato deve solo attivare la testina corretta e attendere il passaggio del dato mentre in un moderno disco rigido il computer deve calcolare la posizione bidimensionale del dato e posizionare correttamente la testina tenendo conto della velocità del disco e della sua posizione rispetto alla testina.
Questa tipologia di memoria era relativamente economica ma forniva prestazioni modeste, i programmatori per minimizzare i tempi di accesso disponevano i dati sparpagliandoli sul tamburo in modo che il computer li leggesse, li elaborasse e poi potesse leggerne subito di nuovi, visto che la rotazione del tamburo aveva portato le testine vicino alla nuova serie di dati. Anche molti dischi rigidi utilizzarono un metodo simile, dato che non erano in grado di gestire tutti i dati letti dalle testine provvedevano ad alternare la lettura in modo da dar tempo al controller del disco rigido di elaborare i dati appena letti.
Nei moderni sistemi operativi BSD UNIX e derivati il dispositivo /dev/drum è il nome che usualmente viene assegnata alla memoria virtuale, questo per ricordare che molte macchine utilizzarono le memorie a tamburo come memoria di supporto per memorie più veloci ma molto più costose.